# The Ultimate Sin
A The Ultimate Sin Ozzy Osbourne szólóalbuma. 1986. február 22-én jelent meg.
A lemezen hallható dalokat Ozzy és Jake E. Lee jegyzi, kivéve a záró számot, a „Shot in the Dark”-ot, melyet közösen írtak a Bob Daisley helyére érkezett Phil Soussan (ex-Wildlife) basszusgitárossal, aki az ezredforduló környékén be is perelte bizonyos elmaradt jogdíjak miatt Ozzy-t. A Tommy Aldridge helyére érkezett dobos Randy Castillo (ex-Wumblies), akit a Mötley Crüe dobosa, Tommy Lee ajánlott be Ozzy-éknak és amikor Tommy elhagyta a Mötley-t, Randy vette át a helyét a csapatban.
A billentyűket Mike Moran kezelte, aki szakmai berkekben ismert és elismert stúdió-zenésznek számított. Ez keményebb lemez, mint az ezt megelőző Bark at the Moon.

## Az album dalai
1. The Ultimate Sin – 3:45
2. Secret Loser – 4:08
3. Never Know Why – 4:27
4. Thank God for the Bomb – 4:53
5. Never – 4:17
6. Lightning Strikes – 5:16
7. Killer of Giants – 5:41
8. Fool Like You – 5:18
9. Shot in the Dark – 4:16

## Közreműködők
- Ozzy Osbourne – ének
- Jake E. Lee – gitár
- Phil Soussan – basszusgitár
- Randy Castillo – dobok

Vendégzenészek
- Mike Moran – billentyűs hangszerek